# Clavipanurgus gusenleitneri
Clavipanurgus gusenleitneri is een vliesvleugelig insect uit de familie Andrenidae. De wetenschappelijke naam van de soort is voor het eerst geldig gepubliceerd in 2004 door Patiny.